# Boreidae
Famille
Les  Boreidae sont une famille d'insectes de l'ordre des mécoptères.

## Liste des genres
Selon ITIS (5 mai 2019) :
- genre Boreus Latreille, 1816 - présent en Europe
- genre Caurinus Russell, 1979
- genre Hesperoboreus Penny, 1977